# 徐濙
徐濙（1484年—？），字景禹，浙江嚴州府淳安縣人，民籍，明朝政治人物。

## 生平
弘治十七年（1504年）甲子科浙江鄉試第二十八名舉人。嘉靖八年（1529年）中式己丑科會試第一百十七名，登第三甲第五十一名進士。

## 家族
曾祖徐時；祖父徐貢；父徐珪，母盧氏。永感下。兄徐濂（贡士）。弟徐滄。